# 李鍾南
李 鍾南（イ・ジョンナム、朝鮮語: 이종남/李鍾南、1919年1月20日 - 2000年5月17日）は、大韓民国の公務員、政治家。初代慶尚南道議会議員、第4・5・8代韓国国会議員。
本貫は徳水李氏。号は白岩（ペガム、백암）。漢字表記は李種南とも。

## 経歴
日本統治時代の全羅南道光州郡（現・全羅南道長城郡南面三台里）出身。光州高等普通学校（現・光州第一高等学校）、大阪経営大学卒、延世大学経営大学院修士課程履修。外務部文書課長、公報部経理課長、大韓行政新聞社論説委員、大韓労働組合総連合会本部事務局長、韓国民主社会主義研究会幹事長、対日屈辱外交闘争委員会組織委員長、民主党慶南道党宣伝部長、民推協発起人などを務めた。
2000年5月17日、老衰によりサムスンソウル病院で死去、享年81。